# زتژم
شهر زتژم (به فرانسوی: Zottegem) در شهرستان الست در استان فلاندری شرقی در منطقه فلاندری در کشور بلژیک واقع شده‌است.

## نگارخانه

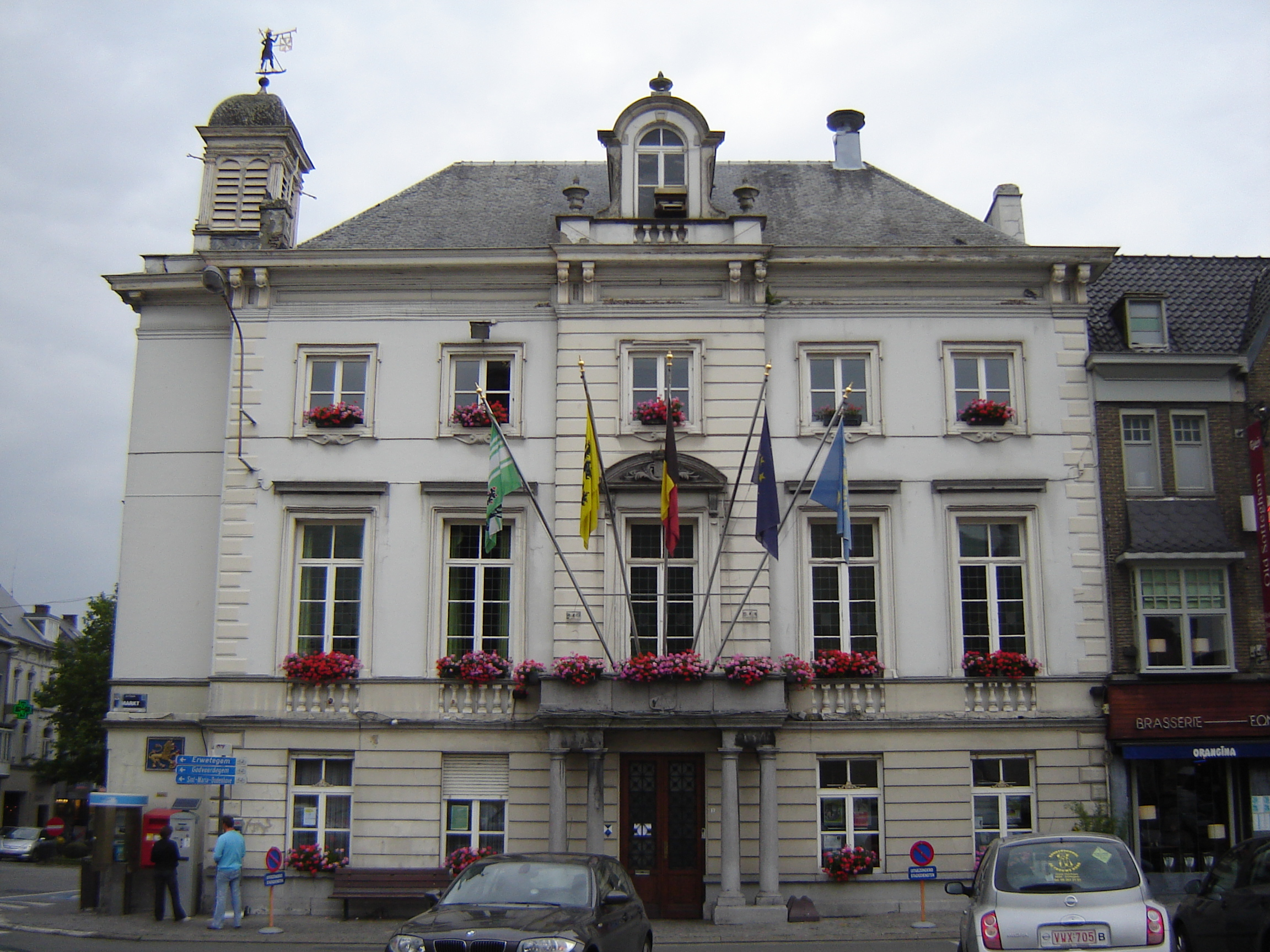
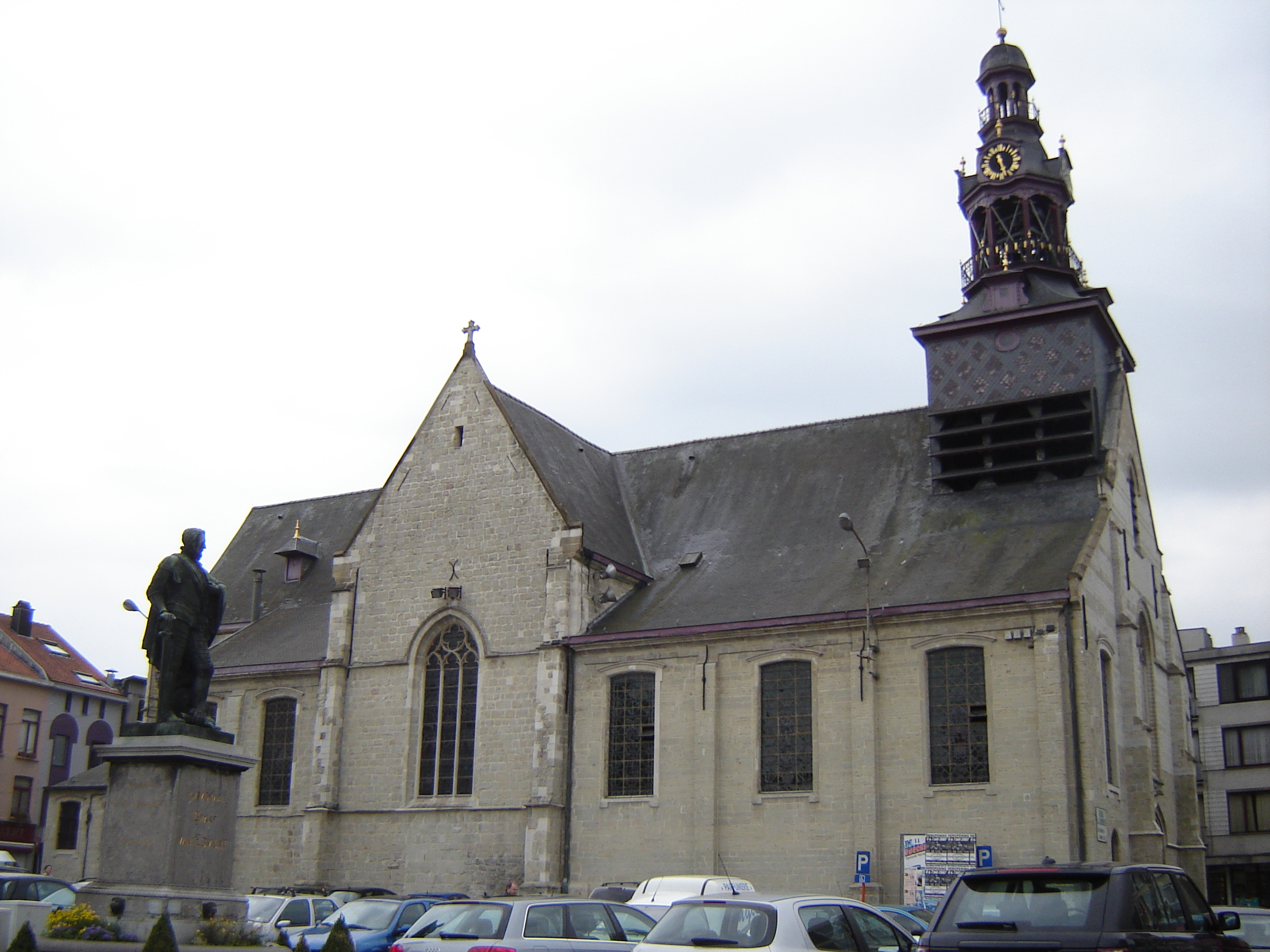
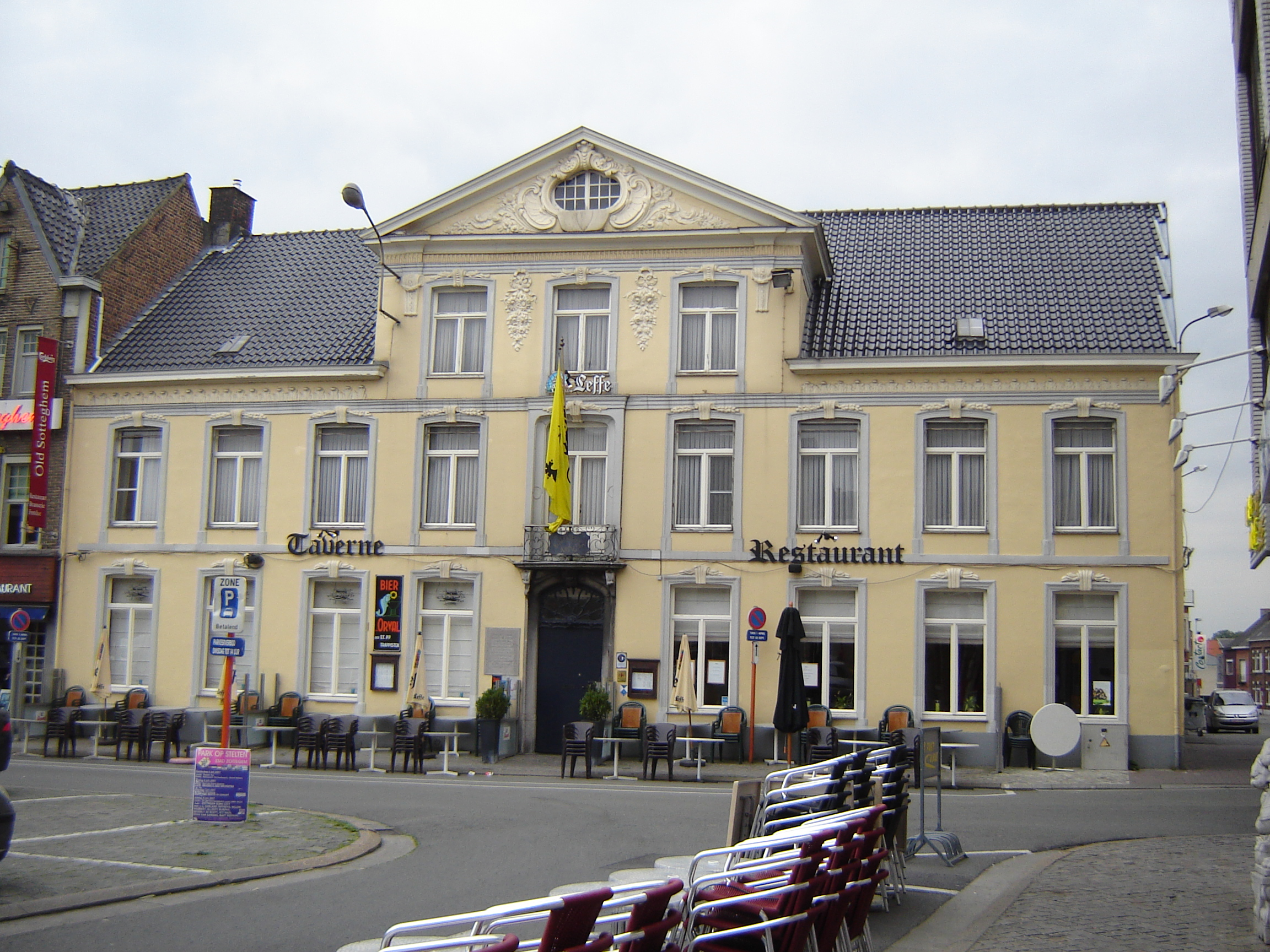
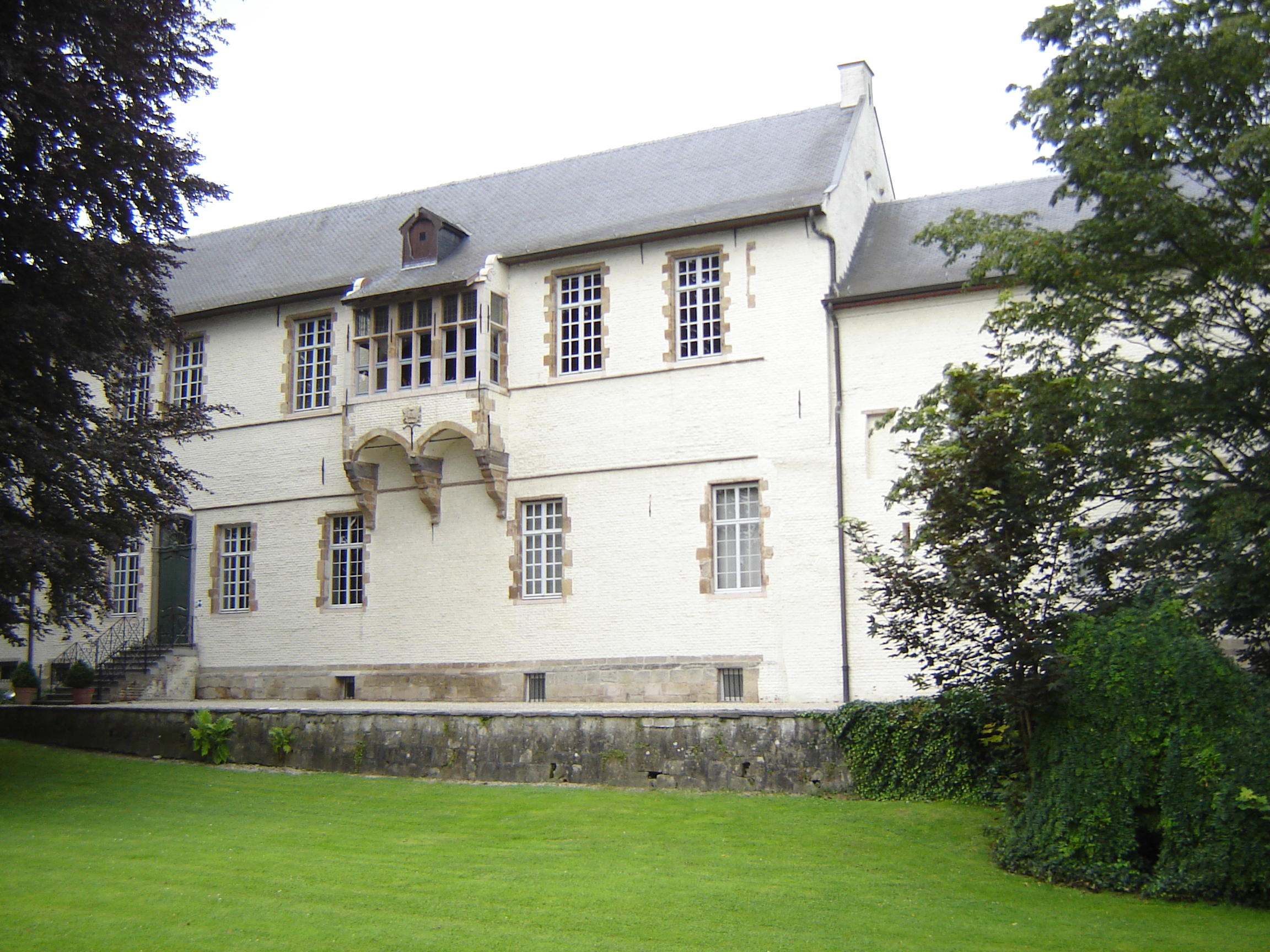
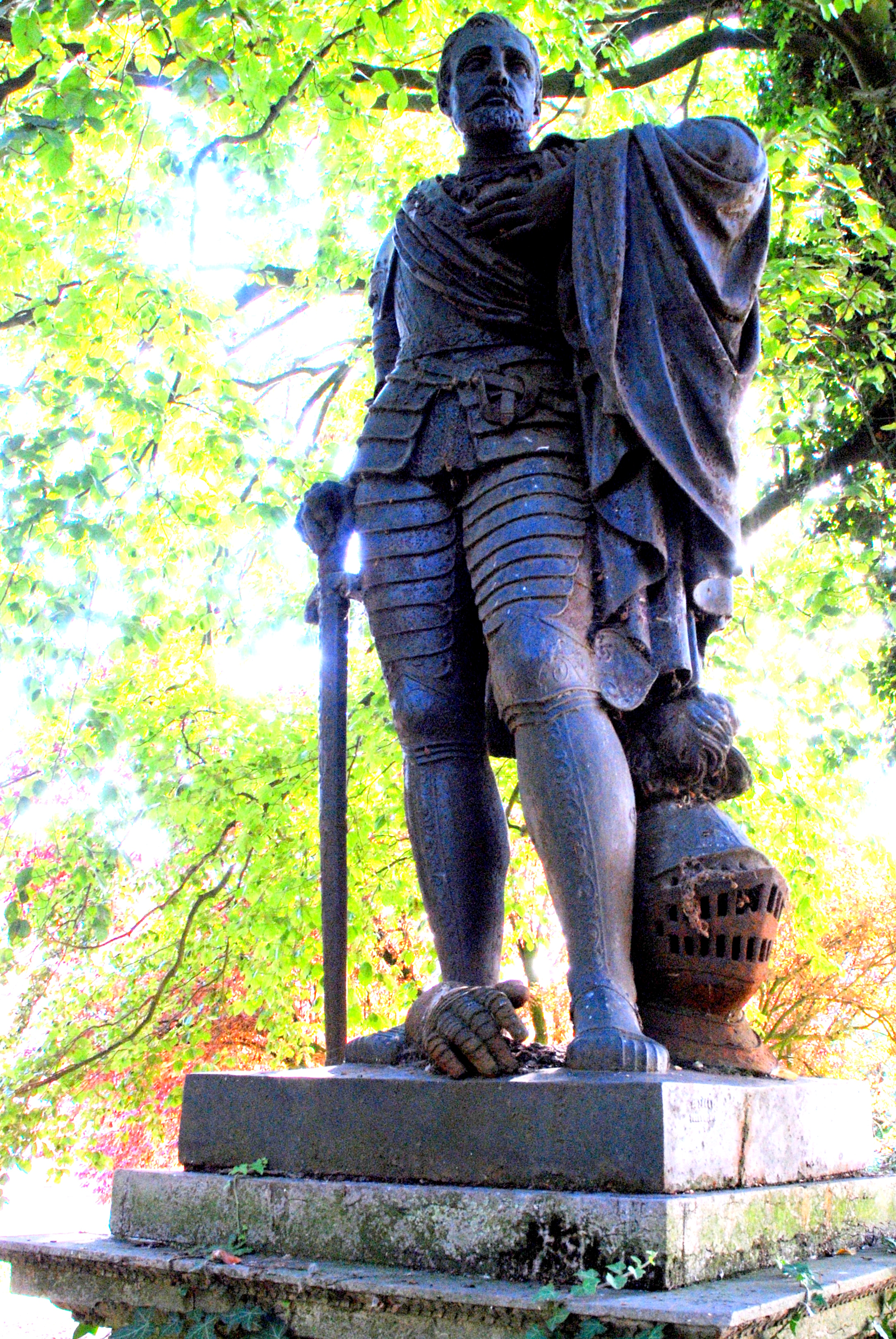
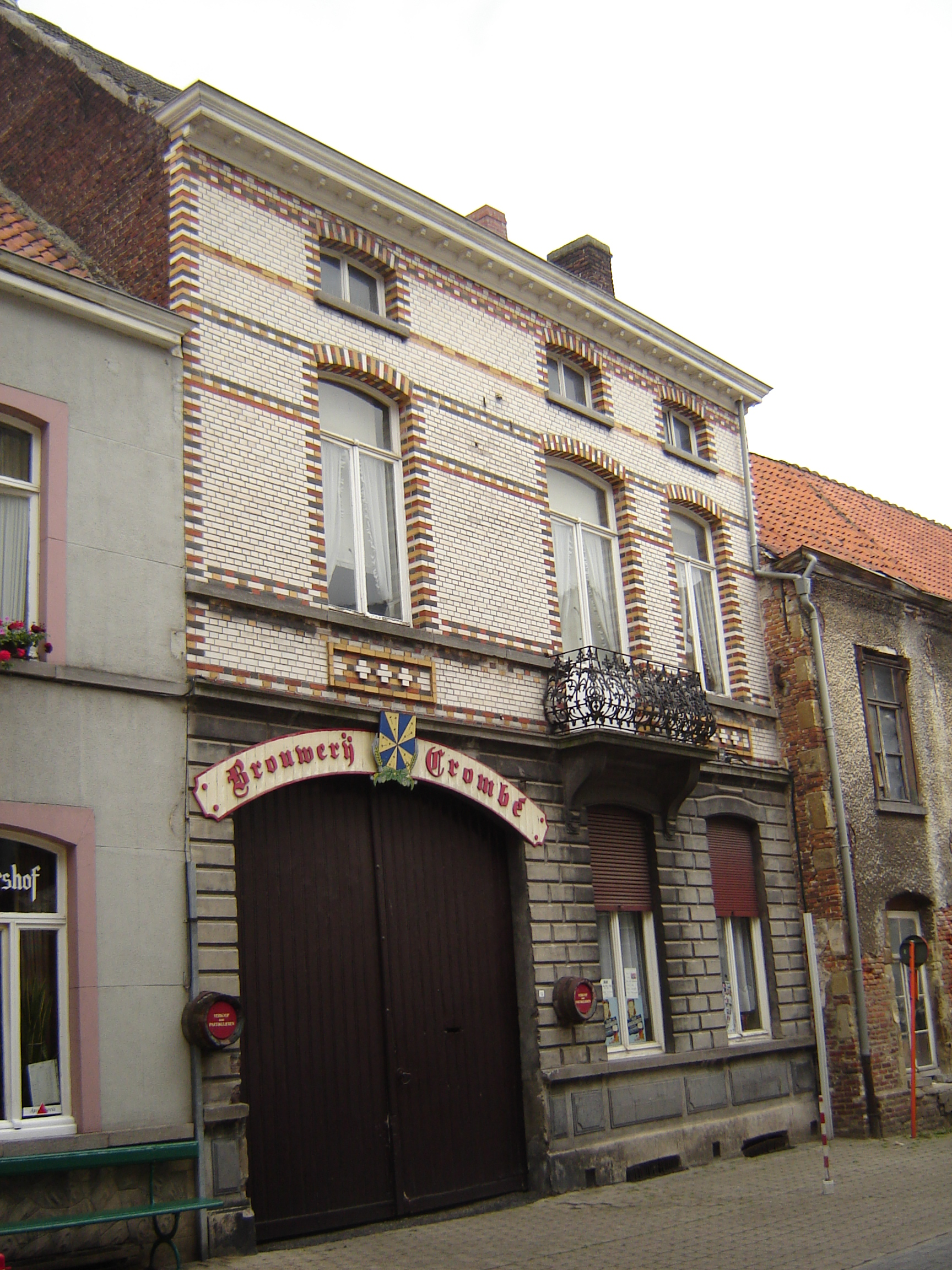
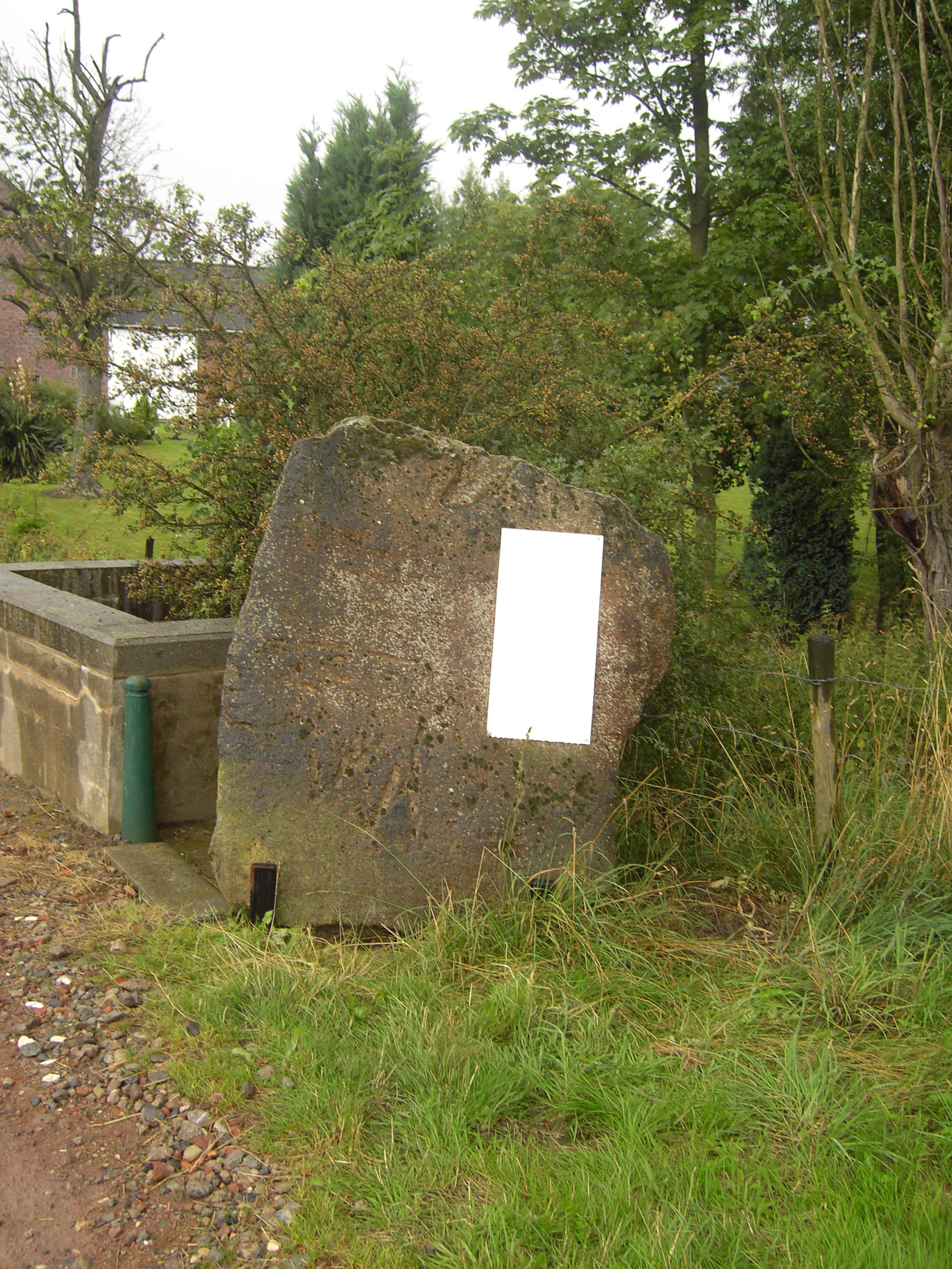